# 指原安三
指原 安三（さしはら やすぞう、1850年（嘉永3年）3月 - 1903年（明治36年）3月9日）は、明治時代に活動したジャーナリスト、漢学者である。号は左腕居士又は豊洲。

## 経歴・人物
豊後臼杵藩士だった指原卯兵衛の長男として生まれる。幼年期に父と死別し、大阪府巡査として活動の傍ら藤沢南岳に師事し漢学を学んだ。その後上京し、二松學舎や同人社で三島中洲等から再度漢学を学んだ後に共立学舎の幹事を務めながら同学校で漢学の教鞭を執る。
1889年（明治22年）には鳥尾小弥太が結成した保守党中世派に参加し、機関誌である『保守新論』の編集長となり国権論を提唱した。晩年は陸軍幼年学校および陸軍士官学校の教官等としても活動した。

## 著書
- 『明治政史』- 1893年（明治26年）刊行[2]。明治時代初期から中期の政治史が記録されている[2]。後にこの著書は吉野作造らが所属した明治文化研究会が編集した『明治文化全集』に収録されている[2]。